# Championnats du monde de voile 2008
Navigation
Édition précédente Édition suivante
Cette page rapporte les résultats de la voile aux Championnats du monde de voile 2008.
 

## Épreuves au programme
Douze épreuves de voile sont au programme de ces Championnat du monde de voile : 
- RS:X (planche à voile) Hommes Auckland,  Nouvelle-Zélande, 20 janvier 2008 :
- RS:X (planche à voile) Femmes Auckland,  Nouvelle-Zélande, 20 janvier 2008 :
- Laser standard (hommes) Terrigal,  Australie, 13 février 2008
- Laser radial (femmes) Auckland,  Nouvelle-Zélande, 20 mars 2008
- 470 Hommes (2 équipiers) Melbourne,  Australie, 30 janvier 2008
- 470 Femmes (2 équipières) Melbourne,  Australie, 30 janvier 2008
- 29er (2 équipiers) Melbourne,  Australie,du 2 au 9 janvier 2008 :
- 49er (2 équipiers) Melbourne,  Australie, 9 janvier 2008 :
- Star (2 équipiers) Miami,  États-Unis, 17 avril 2008
- Finn (1 équipier) Melbourne,  Australie, 29 janvier 2008
- Tornado (2 équipiers) Auckland,  Nouvelle-Zélande, 1er mars 2008
- Yngling (3 équipières) Miami,  États-Unis, 9 février 2008
- Open de Yngling (3 équipiers) Skovshoved,  Danemark du 8 au 12 juillet 2008

## Règles
Pour obtenir le score final, on additionne les places obtenues à chaque course, hormis celle où le classement a été le moins bon. Le vainqueur est celui qui a le plus petit nombre de points.

## Tableau des médailles pour la voile
| Rang | Pays             | Médaille d'or | Médaille d'argent | Médaille de bronze | Total |
| ---- | ---------------- | ------------- | ----------------- | ------------------ | ----- |
| 1    | Australie        | 4             | 2                 | 1                  | 7     |
| 2    | Royaume-Uni      | 3             | 1                 | 2                  | 6     |
| 3    | Nouvelle-Zélande | 1             | 2                 | 1                  | 4     |
| 4    | Italie           | 1             | 2                 | 0                  | 3     |
| 5    | Pays-Bas         | 1             | 1                 | 0                  | 2     |
| 6    | France           | 1             | 0                 | 1                  | 2     |
| 7    | États-Unis       | 1             | 0                 | 0                  | 1     |
| 7    | Pologne          | 1             | 0                 | 0                  | 1     |
| 9    | Portugal         | 0             | 2                 | 0                  | 2     |
| 10   | Canada           | 0             | 1                 | 1                  | 2     |
| 11   | Suisse           | 0             | 1                 | 0                  | 1     |
| 11   | Chine            | 0             | 1                 | 0                  | 1     |
| 12   | Israël           | 0             | 0                 | 2                  | 2     |
| 14   | Brésil           | 0             | 0                 | 1                  | 1     |
| 14   | Danemark         | 0             | 0                 | 1                  | 1     |
| 14   | Allemagne        | 0             | 0                 | 1                  | 1     |
| 14   | Ukraine          | 0             | 0                 | 1                  | 1     |
| 14   | Espagne          | 0             | 0                 | 1                  | 1     |

## Résultats
| Épreuves               | Or                                                           | Argent                                                 | Bronze                                              |
| ---------------------- | ------------------------------------------------------------ | ------------------------------------------------------ | --------------------------------------------------- |
| Planche à voile hommes | Tom Ashley Nouvelle-Zélande                                  | Joao Rodrigues Portugal                                | Shahar Zubari Israël                                |
| Planche à voile femmes | Alessandra Sensini Italie                                    | Barbara Kendall Nouvelle-Zélande                       | Marina Alabau Espagne                               |
| Laser hommes           | Moffatt Emma Australie                                       | Spirig Nicola Suisse                                   | Hewitt Andrea Nouvelle-Zélande                      |
| Laser Radial femmes    | Sarah Steyaert France                                        | Xu Lijia Chine                                         | Andrea Brewster Royaume-Uni                         |
| 470 hommes             | Nic Asher & Elliot Willis Royaume-Uni                        | Alvaro Marinho & Miguel Nunes Portugal                 | Gideon Kliger & Udi Gal Israël                      |
| 470 femmes             | Erin Maxwell & Isabelle Kinsolving États-Unis                | Giulia Conti & Giovanna Micol Italie                   | Elise Rechichi & Tessa Parkinson Australie          |
| 29er mixte             | Thomas Steven & Warren Jasper Australie                      | White Byron & Ryan William Australie                   | Richardson Max & Groves Alex Royaume-Uni            |
| 49er mixte             | Nathan Outteridge & Ben Austin Australie                     | Morrison Stevie & Rhodes Ben Royaume-Uni               | Luka Rodion & Leonchuk George Ukraine               |
| Star hommes            | Pologne Dominik Zycki Mateusz Kusznierewicz                  | Italie Luigi Viale Diego Negri                         | Brésil Bruno Prada Robert Scheidt                   |
| Finn mixte             | Ben Ainslie Royaume-Uni                                      | Daniel Slater Nouvelle-Zélande                         | Jonas Høgh-Christensen Danemark                     |
| Tornado mixte          | Australie Darren Bundock Glenn Ashby                         | Canada Oskar Johansson Kevin Stittle                   | France Yann Guichard Alexandre Guyader              |
| Yngling                | Grande-Bretagne Sarah Ayton Sarah Webb Pippa Wilson          | Australie Weir Krystal Gojnich Karyn Farrell Angela    | Allemagne Schuemann Ulrike Bleck Julia Hoepfner Ute |
| Open de Yngling        | Pays-Bas Jorrit Ter Horst Tessa Zwanenburg Sander Zwanenburg | Pays-Bas Jansje Hofstra Gert-Henk Bakker Maarten Jamin | Canada Kate Abbott Martha Henderson Jennifer Provan |